# Jean de Sperati
Jean de Sperati (ur. 1884 w Pizie, zm. 1957 w Aix-les-Bains) – włoski drukarz i rytownik, uznawany za jednego z największych fałszerzy znaczków pocztowych w historii i nazywany "Rubensem filatelistyki".

## Życie i działalność
Urodził się we Włoszech, w Pizie, ale większość życia spędził we Francji. W młodości interesował się nowymi technikami drukarskimi oraz początkującą wówczas fotografią. Pierwszych fałszerstw dokonał już przed 1910 r., a sfałszowane wtedy znaczki dostały potwierdzenie autentyczności od ekspertów. W późniejszym okresie praktykował potwierdzanie autentyczności swoich prac w ten sposób. W czasie II wojny światowej został aresztowany podczas przerzutu sfałszowanych niemieckich znaczków przez granicę. By uniknąć zarzutu przemytu, przyznał się wówczas do oszustwa. Proces rozpoczął się dopiero w kwietniu 1948 r., a Trybunał Karny w Paryżu skazał go na rok pozbawienia wolności, 10 tys. franków grzywny oraz 300 tys. franków zadośćuczynienia.
W ostatnim okresie życia Jean de Sperati sprzedał Brytyjskiemu Związkowi Filatelistów pozostałe sfałszowane znaczki, a także pieczęci i matryce. Zachowane do dzisiaj znaczki, będące efektem fałszerstwa Jean de Sperati, uważane są przez wielu filatelistów za przedmioty kolekcjonerskie i wartościowe.